# Rexa
Rexa is een geslacht van insecten uit de familie van de gaasvliegen (Chrysopidae), die tot de orde netvleugeligen (Neuroptera) behoort.

## Soorten
- R. lordina Navás, 1920
- R. raddai (Hölzel, 1966)